# Drochia
Drochia is een gemeente – met stadstitel – en de hoofdplaats van de Moldavische bestuurlijke eenheid (unitate administrativ-teritorială) Drochia.
De gemeente telt 20.400 inwoners (01-01-2012).